# 58 TCN
Năm 58 TCN là một năm trong lịch Julius. 